# Бандурово (Голованевский район)
Бандуро́во (укр. Бандурове) — село в Гайворонской городской общине Голованевского района Кировоградской области Украины, возникло в начале XVIII века.
До 2020 года входило в Гайворонский район

## Природа
На окраине села, в каньоне реки Яланец, на площади 385,6 га, расположен орнитологический заказник «Бандуровские ставки» (Бандуровские пруды).

## Известные уроженцы
- Козак, Дмитрий Николаевич — заместитель председателя Правительства Российской Федерации с октября 2008.
- Замышляк, Григорий Михайлович — Герой России, старший прапорщик морской пехоты.